# Gopher

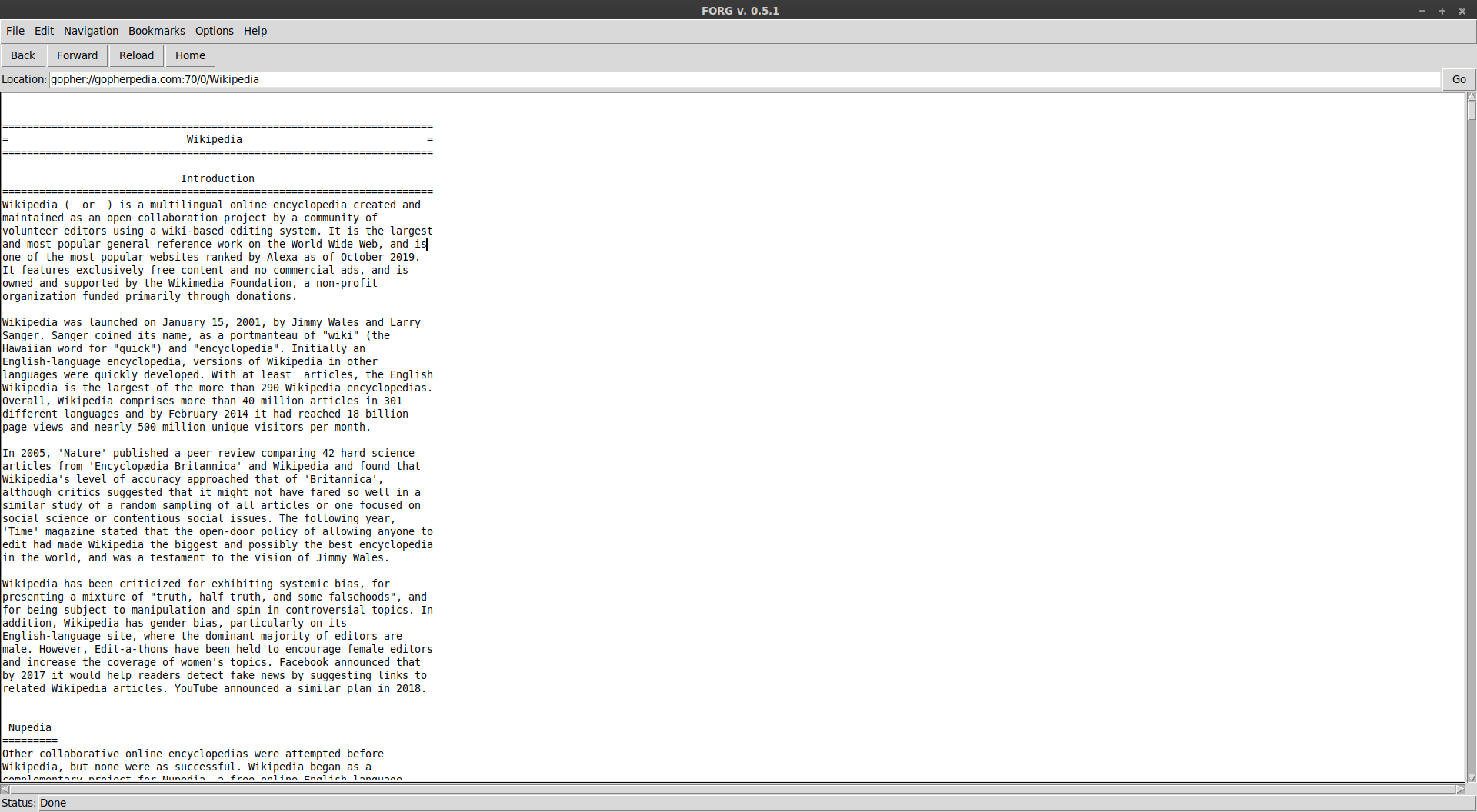
El artículo de Wikipedia en inglés Wikipedia con el navegador forg.

Gopher es un servicio de Internet consistente en el acceso a la información a través de menús. La información se organiza en forma de árbol: solo los nodos contienen menús de acceso a otros menús o a hojas, mientras que las hojas contienen simplemente información textual. En cierto modo es considerado un predecesor de la Web, aunque solo se permiten enlaces desde nodos-menús hasta otros nodos-menús o a hojas, y las hojas no tienen ningún tipo de hiperenlaces.
Gopher es uno de los sistemas de Internet para divulgar información que precedió a la world wide web. Fue creado en 1991 en la Universidad de Minnesota y fue el primer sistema que permitió pasar de un sitio a otro seleccionando una opción en el menú de una página. Esa es la razón por la que adquirió mayor popularidad que sus competidores, que acabaron siendo sustituidos por la Web.
Los servidores Gopher, igual que los servidores FTP almacenan archivos y documentos que puede verse en línea o transferirse al PC.
Del mismo modo que todos los sitios Web del mundo forman la World Wide Web, el espacio Gopher (Gopherspace) engloba los 5000 o más servidores de Gopher existentes. En gran medida acceder a un servidor de Gopher es parecido a utilizar un sitio FTP, ya que la información se presenta en menús que contienen archivos y carpetas. Se navega por estas últimas para buscar archivos, documentos u otras carpetas que dispongan de más niveles de información. Normalmente los archivos se visualizan o bajan haciendo clic en ellos. 
Para buscar información en sitios Gopher se puede recurrir a Verónica (retroacrónimo del inglés Very Easy Rodent-Oriented Netwide Index to Computerized Archives), un motor de búsqueda desarrollado en 1992 por Steven Foster y Fred Barrie de la Universidad de Nevada.
Aunque los servidores Gopher que quedan son testimoniales, el navegador Firefox admitía el protocolo hasta la versión 3. Internet Explorer lo eliminó en 2002, después de descubrirse una vulnerabilidad. Hoy en día, Firefox es compatible con Gopher mediante la extensión OverbiteFF. El navegador Lynx admite Gopher de forma nativa.
Para poder consultar información almacenada en sitios Gopher empleando los navegadores actuales, se puede recurrir a sitios proxy específicos.